# Guillermo Tell Villegas Pulido
Guillermo Tell Villegas Pulido (n. 28 iulie 1854, Barinas, Venezuela - d. 25 iulie 1949, Caracas, Venezuela) a fost un avocat, jurnalist și om politic, președintele Venezuelei în perioada 31 august 1892-7 octombrie 1892.